# Arthur Pic
Arthur Pic (Montélimar, 5 ottobre 1991) è un ex pilota automobilistico francese.
È il fratello minore dell'ex pilota di Formula 1 Charles Pic.

## Carriera

### Kart
Come la maggior parte dei piloti, Pic iniziò la sua carriera nei kart, partecipando al campionato francese Junior nel 2005, mentre ottenne un 3º posto alla Bridgestone Cup e arrivò 2º nella Champions Cup spagnola a El Vendrell. La stagione successiva arrivò 4º nel campionato francese prima di passare alle monoposto.

### Formula Renault 2.0 Series (2009-2010)

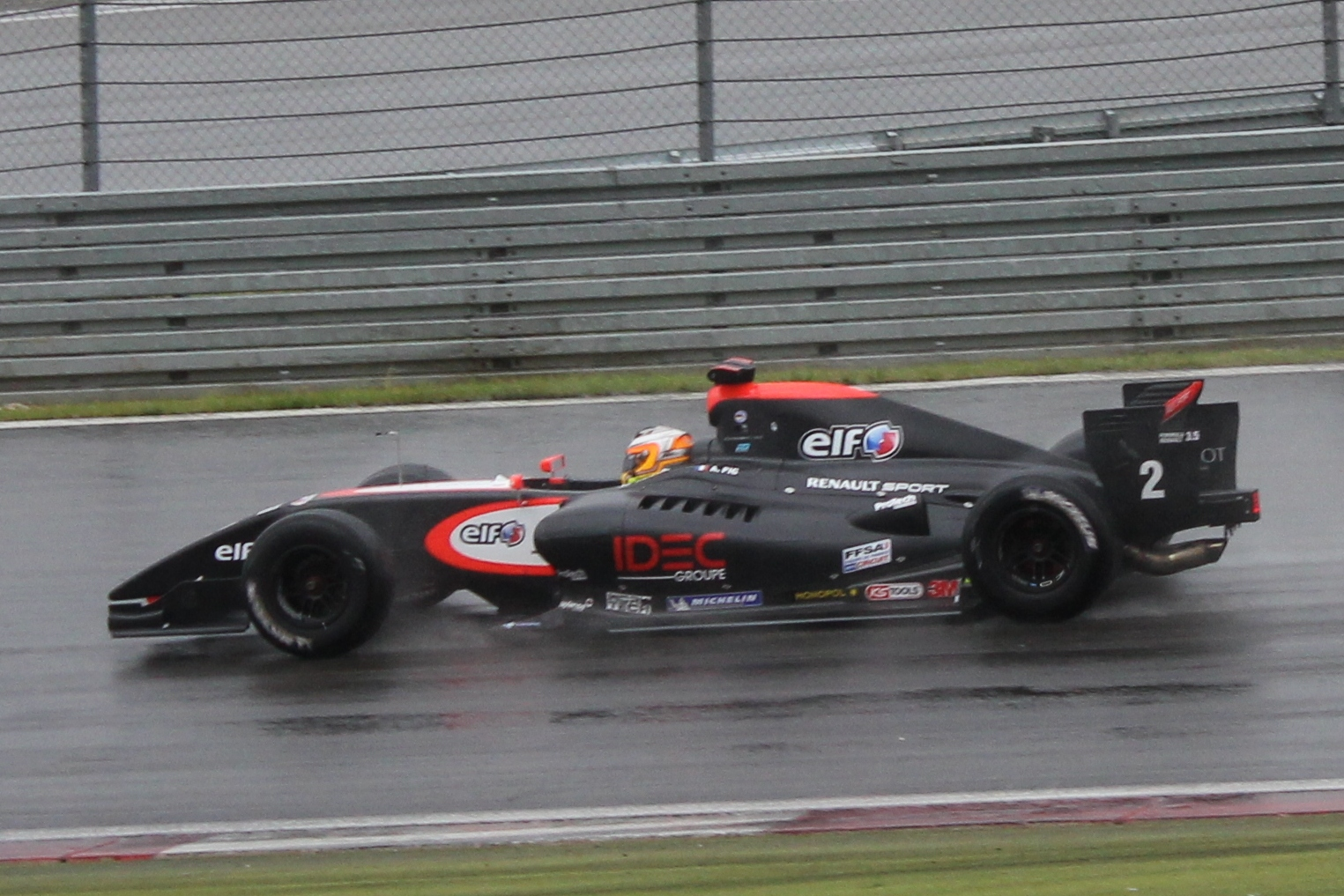
Arthur Pic alla gara delle World Series by Renault tenutasi al Nürburgring nel 2011

Nel 2007, a 15 anni, Pic iniziò la sua carriera in monoposto, correndo nella Formula Renault 1.6 belga. L'anno seguente salì di livello passando alla nuova categoria del 2008, la Formul'Academy Euro Series, che vinse facilmente al primo tentativo, ottenendo nove arrivi a podio su quattordici corse.
Poi Pic partecipò sia alla Eurocup Formula Renault 2.0 sia alla Formula Renault 2.0 West-European Cup per il team SG Formula. Concluse 10º nell'ipercompetitiva serie Eurocup, con nove arrivi a punti su quattordici gare, e il 6º nella West European Cup, dove salì due volte sul podio e finì la stagione come miglior pilota debuttante.
Rimase nell'Eurocup per la stagione 2010, ma passò alla Tech 1 Racing ed ottenne risultati impressionanti: sette pole position, quattro giri più veloci e quattro vittorie, piazzamenti che gli consentirono di classificarsi 3º.

### Formula Renault 3.5 Series (2011-2013)
Il 3 gennaio 2011 venne annunciato che Pic avrebbe guidato per la Tech 1 Racing in Formula Renault 3.5 Series insieme a Kevin Korjus. Dopo un anno di apprendistato in cui mostrò lampi di buon ritmo e fece 12 punti, passò al top team DAMS per il 2012, campione uscente della serie. Pic migliorò rapidamente, ottenendo la pole position nelle prime due gare e registrando abbastanza punti per restare tra i contendenti al titolo. Ottenne la sua prima vittoria a Mosca, in Russia, in cui spiccò come il pilota con più punti in quel weekend, 37. Ma il finale di stagione fu irto di difficoltà e Pic concluse il campionato 8º.
Rimase nel campionato per il terzo anno consecutivo nel 2013, firmando per il nuovo team spagnolo AV Formula. Nonostante una qualifica tribolata alla gara d'apertura a Monza, Pic rimontò con 28 sorpassi nel corso di entrambe le gare, finendo rispettivamente 6º e 4º. Poi ottenne il primo podio in assoluto per il team già nel secondo weekend del campionato, ad Aragón. Pic segnò un totale di nove arrivi a punti e concluse la stagione ancora all'8º posto.

### MRF Challenge (2013)
Al termine della stagione di FR3.5, Pic corse nell'MRF Challenge, campionato finanziato da Renault. Vinse nella gara d'apertura, evento di supporto al Gran Premio d'India di Formula 1, e fu sul gradino più alto del podio anche nel weekend successivo in Bahrain. In tutto, il francese ottenne sette podi.

### GP2 Series (2014)
Nel gennaio 2014 fu confermato che Pic avrebbe dovuto guidare per il team Campos Racing nella GP2 Series.Ha conquistato il suo primo podio e la vittoria in GP2 nella feature race all'Hungaroring con altri due podi a Monza e Yas Marina. È rimasto con Campos per la stagione 2015, finendo 11 °, quattro posizioni da dove aveva concluso nel 2014. È passato al Rapax Team per la stagione 2016.

## Risultati

### Sommario
| Anno | Serie                       | Team                   | Gare | Vittorie | Pole | Gpv | Podi | Punti | Pos. |
| ---- | --------------------------- | ---------------------- | ---- | -------- | ---- | --- | ---- | ----- | ---- |
| 2007 | Formula Renault 1.6 belga   | Thierry Boutsen Racing | 4    | 0        | 0    | 0   | 0    | 0     | N.C. |
| 2008 | Formul’Academy Euro Series  | Formul'Academy         | 14   | 6        | 6    | 6   | 9    | 146.5 | 1º   |
| 2009 | Eurocup Formula Renault 2.0 | SG Formula             | 14   | 0        | 0    | 0   | 0    | 27    | 10º  |
| 2009 | Formula Renault 2.0 WEC     | SG Formula             | 13   | 0        | 1    | 1   | 2    | 63    | 6º   |
| 2010 | Eurocup Formula Renault 2.0 | Tech 1 Racing          | 16   | 4        | 7    | 4   | 8    | 127   | 3º   |
| 2010 | Formula Renault britannica  | Tech 1 Racing          | 2    | 0        | 0    | 0   | 0    | 15    | 24º  |
| 2011 | Formula Renault 3.5 Series  | Tech 1 Racing          | 17   | 0        | 0    | 0   | 0    | 12    | 23º  |
| 2012 | Formula Renault 3.5 Series  | DAMS                   | 17   | 1        | 2    | 2   | 2    | 102   | 8º   |
| 2013 | Formula Renault 3.5 Series  | AV Formula             | 17   | 0        | 0    | 1   | 1    | 74    | 8º   |
| 2014 | GP2 Series                  | Campos Racing          | 22   | 1        | 0    | 0   | 3    | 124   | 7th  |
| 2015 | GP2 Series                  | Campos Racing          | 22   | 0        | 0    | 0   | 2    | 60    | 11th |
| 2016 | GP2 Series                  | Rapax                  | 18   | 0        | 0    | 0   | 1    | 36    | 14th |

### Risultati in Formula Renault 3.5 Series
(legenda) (Le gare in grassetto indicano la pole position) (Gare in corsivo indicano Gpv)
| Anno | Team          | 1         | 2        | 3        | 4         | 5         | 6       | 7         | 8        | 9        | 10        | 11       | 12       | 13        | 14        | 15        | 16        | 17        | Pos. | Punti |
| ---- | ------------- | --------- | -------- | -------- | --------- | --------- | ------- | --------- | -------- | -------- | --------- | -------- | -------- | --------- | --------- | --------- | --------- | --------- | ---- | ----- |
| 2011 | Tech 1 Racing | ALC 1 Rit | ALC 2 14 | SPA 1 16 | SPA 2 12  | MNZ 1 Rit | MNZ 2 9 | MON 1 6   | NÜR 1 20 | NÜR 2 14 | HUN 1 19  | HUN 2 11 | SIL 1 16 | SIL 2 21  | LEC 1 19  | LEC 2 Rit | CAT 1 10  | CAT 2 10  | 23rd | 12    |
| 2012 | DAMS          | ALC 1 Rit | ALC 2 3  | MON 1 11 | SPA 1 15  | SPA 2 Rit | NÜR 1 4 | NÜR 2 Ret | MSC 1 4  | MSC 2 1  | SIL 1 Rit | SIL 2 4  | HUN 1 5  | HUN 2 6   | LEC 1 Rit | LEC 2 14  | CAT 1 11  | CAT 2 6   | 8º   | 102   |
| 2013 | AV Formula    | MNZ 1 6   | MNZ 2 4  | ALC 1 3  | ALC 2 Rit | MON 1 10  | SPA 1 4 | SPA 2 Rit | MSC 1 12 | MSC 2 16 | RBR 1 5   | RBR 2 20 | HUN 1 9  | HUN 2 Rit | LEC 1 6   | LEC 2 7   | CAT 1 Rit | CAT 2 Rit | 8º   | 74    |

### Risultati in GP2 Series
(legenda) (Le gare in grassetto indicano la pole position) (Gare in corsivo indicano Gpv)
| Anno | Team          | 1                      | 2                      | 3                      | 4                      | 5                      | 6                      | 7                      | 8                      | 9                      | 10                     | 11                     | 12                     | 13                     | 14                     | 15                     | 16                     | 17                     | 18                     | 19                     | 20                     | 21                     | 22                     | Pos. | Punti |
| ---- | ------------- | ---------------------- | ---------------------- | ---------------------- | ---------------------- | ---------------------- | ---------------------- | ---------------------- | ---------------------- | ---------------------- | ---------------------- | ---------------------- | ---------------------- | ---------------------- | ---------------------- | ---------------------- | ---------------------- | ---------------------- | ---------------------- | ---------------------- | ---------------------- | ---------------------- | ---------------------- | ---- | ----- |
| 2014 | Campos Racing | BHR FEA 5              | BHR SPR 9              | ESP FEA 6              | ESP SPR 4              | MON FEA 6              | MON SPR 5              | AUT FEA 10             | AUT SPR 13             | GBR FEA 11             | GBR SPR 22             | GER FEA 19             | GER SPR RIT            | HUN FEA 1              | HUN SPR 6              | BEL FEA 15             | BEL SPR 20             | ITA FEA 2              | ITA SPR 7              | RUS FEA 4              | RUS SPR 5              | ABU FEA 8              | ABU SPR 3              | 7°   | 124   |
| 2015 | Campos Racing | BHR FEA Template:Small | BHR SPR Template:Small | CAT FEA Template:Small | CAT SPR Template:Small | MON FEA Template:Small | MON SPR Template:Small | RBR FEA Template:Small | RBR SPR Template:Small | SIL FEA Template:Small | SIL SPR Template:Small | HUN FEA Template:Small | HUN SPR Template:Small | SPA FEA Template:Small | SPA SPR Template:Small | MNZ FEA Template:Small | MNZ SPR Template:Small | SOC FEA Template:Small | SOC SPR Template:Small | BHR FEA Template:Small | BHR SPR Template:Small | YMC FEA Template:Small | YMC SPR Template:Small | 11th | 60    |
| 2016 | Rapax         | CAT FEA Template:Small | CAT SPR Template:Small | MON FEA Template:Small | MON SPR Template:Small | BAK FEA Template:Small | BAK SPR Template:Small | RBR FEA Template:Small | RBR SPR Template:Small | SIL FEA Template:Small | SIL SPR Template:Small | HUN FEA Template:Small | HUN SPR Template:Small | HOC FEA Template:Small | HOC SPR Template:Small | SPA FEA Template:Small | SPA SPR Template:Small | MNZ FEA Template:Small | MNZ SPR Template:Small | SEP FEA                | SEP SPR                | YMC FEA                | YMC SPR                | 14th | 36    |